# サトノインプレッサ
サトノインプレッサは、日本の競走馬。主な勝ち鞍は2020年の毎日杯。引退後、日本で種牡馬として短期間供用された後にインドに輸出された。
馬名の由良は、冠名＋名言。

## 戦績
2019年10月26日、京都競馬場5Rの2歳新馬戦 に川島信二鞍上でデビューし、道中好位追走から直線で鋭く脚を伸ばすと、最後は逃げ粘るノルカソルカを半馬身差で差し切り初陣を飾る。4か月休養の後、2020年2月15日のこぶし賞では出遅れて最後方からの競馬となったが、直線で外から追い込んでくると先に抜け出したギルデッドミラーをゴール前でクビ差捕らえてデビュー2連勝。
重賞初挑戦となった3月28日の毎日杯では後方からレースを進め、直線で馬群をこじ開けて先頭に立つと最後はアルジャンナに4分の3馬身差つけて重賞初制覇を果たした。
次走は皐月賞を回避し、5月10日のNHKマイルカップ に武豊騎乗でGI初挑戦。管理する矢作芳人調教師が自厩舎の無敗の皐月賞勝ち馬コントレイルを引き合いに「コントレイルを負かすのは、この馬しかいないんじゃないかと思う」と発言し、同厩馬による無敗の3歳GI制覇の期待がかかり2番人気に支持されたが、外枠発走が不利な展開となりラウダシオンの11着と大敗した。次いで中2週で東京優駿 (日本ダービー）に出走。武豊騎手は同馬主で弥生賞勝ち馬のサトノフラッグに騎乗し、サトノインプレッサは矢作厩舎所属の坂井瑠星騎手に乗り替わった。レースでは単勝68.4倍の9番人気と大きく事前評価を落としたが、折り合いもついて馬群を割って伸び、二冠達成のコントレイル、朝日杯フューチュリティステークス勝ち馬で皐月賞2着のサリオス、ホープフルステークス2着馬ヴェルトライゼンデに次ぐ4着と健闘した。
秋に入り、10月11日の毎日王冠では戸崎圭太騎乗でサリオスに次ぐ2番人気に推されるも出遅れて流れに乗れず10着。続いて中1週で10月25日の菊花賞に坂井瑠星騎乗で出走するが、12着と大敗した。さらに明け4歳の2021年に入ってから1月17日の日経新春杯7着、2月7日の東京新聞杯6着と掲示板に載れないレースが続き、その後はレースに出走することなく同年11月18日付で競走馬登録を抹消され、引退した。

## 競走成績
以下の内容は、JBISサーチおよびnetkeiba.comに基づく。
| 競走日     | 競馬場 | 競走名     | 格   | 距離（馬場）  | 頭 数 | 枠 番 | 馬 番 | オッズ （人気） | 着順 | タイム （上がり3F） | 着差 | 騎手      | 斤量 [kg] | 1着馬（2着馬）       | 馬体重 [kg] |
| ---------- | ------ | ---------- | ---- | ------------- | ----- | ----- | ----- | --------------- | ---- | ------------------- | ---- | --------- | --------- | -------------------- | ----------- |
| 2019.10.26 | 京都   | 2歳新馬    |      | 芝1600m（重） | 14    | 2     | 2     | 008.10（3人）   | 01着 | R1:36.8（35.0）     | -0.1 | 0川島信二 | 55        | （ノルカソルカ）     | 484         |
| 2020.02.16 | 京都   | こぶし賞   | 1勝  | 芝1600m（重） | 7     | 5     | 5     | 003.10（2人）   | 01着 | R1:38.9（34.9）     | -0.0 | 0川島信二 | 56        | （ギルデッドミラー） | 488         |
| 0000.03.28 | 阪神   | 毎日杯     | GIII | 芝1800m（稍） | 10    | 7     | 8     | 002.90（2人）   | 01着 | R1:47.9（35.3）     | -0.1 | 0武豊     | 56        | （アルジャンナ）     | 488         |
| 0000.05.10 | 東京   | NHKマイルC | GI   | 芝1600m（良） | 18    | 8     | 17    | 005.10（3人）   | 13着 | R1:33.7（34.7）     | -1.2 | 0武豊     | 57        | ラウダシオン         | 482         |
| 0000.05.31 | 東京   | 東京優駿   | GI   | 芝2400m（良） | 18    | 1     | 1     | 063.40（9人）   | 04着 | R2:24.9（34.3）     | -0.8 | 0坂井瑠星 | 57        | コントレイル         | 482         |
| 0000.10.11 | 東京   | 毎日王冠   | GII  | 芝1800m（稍） | 11    | 7     | 8     | 008.20（2人）   | 10着 | R1:47.2（35.1）     | -1.7 | 0戸崎圭太 | 54        | サリオス             | 484         |
| 0000.10.25 | 京都   | 菊花賞     | GI   | 芝3000m（良） | 18    | 3     | 5     | 096.9（11人）   | 12着 | R3:07.8（37.2）     | -2.3 | 0坂井瑠星 | 57        | コントレイル         | 484         |
| 2021.01.17 | 中京   | 日経新春杯 | GII  | 芝2200m（良） | 16    | 4     | 8     | 021.80（8人）   | 07着 | R2:12.6（35.6）     | -0.8 | 0坂井瑠星 | 56        | ショウリュウイクゾ   | 478         |
| 0000.02.07 | 東京   | 東京新聞杯 | GIII | 芝1600m（良） | 16    | 8     | 16    | 024.20（9人）   | 06着 | R1:32.9（34.2）     | -0.5 | 0戸崎圭太 | 56        | カラテ               | 476         |

## 引退後
引退後は種牡馬となり、2022年は社台ブルーグラスファームで供用され、種付け牝馬はウイングレット、コイウタ（不受胎）など7頭。
同年12月2日にインドに輸出され、マハーラーシュトラ州プネーのプーナワラ・アストニッシュ・スタッド（Poonawalla Astonish Stud Private Limited）に繋養されている。

## 血統表
| サトノインプレッサの血統             | サトノインプレッサの血統              | サトノインプレッサの血統      | （血統表の出典）              | （血統表の出典） |
| 父系                                 | ヘイロー系                            | ヘイロー系                    | ヘイロー系                    | [ § 2 ]          |
| 父 ディープインパクト 2002 鹿毛 日本 | 父の父*サンデーサイレンス 1986 青鹿毛 | Halo                          | Hail to Reason                | Hail to Reason   |
| 父 ディープインパクト 2002 鹿毛 日本 | 父の父*サンデーサイレンス 1986 青鹿毛 | Halo                          | Cosmah                        |                  |
| 父 ディープインパクト 2002 鹿毛 日本 | 父の父*サンデーサイレンス 1986 青鹿毛 | Wishing Well                  | Understanding                 | Understanding    |
| 父 ディープインパクト 2002 鹿毛 日本 | 父の父*サンデーサイレンス 1986 青鹿毛 | Wishing Well                  | Mountain Flower               |                  |
| 父 ディープインパクト 2002 鹿毛 日本 | 父の母*ウインドインハーヘア 1991 鹿毛 | Alzao                         | Lyphard                       | Lyphard          |
| 父 ディープインパクト 2002 鹿毛 日本 | 父の母*ウインドインハーヘア 1991 鹿毛 | Alzao                         | Lady Rebecca                  |                  |
| 父 ディープインパクト 2002 鹿毛 日本 | 父の母*ウインドインハーヘア 1991 鹿毛 | Burghclere                    | Busted                        | Busted           |
| 父 ディープインパクト 2002 鹿毛 日本 | 父の母*ウインドインハーヘア 1991 鹿毛 | Burghclere                    | Highclere                     |                  |
| 母 *サプレザ 2005 鹿毛 アメリカ      | 母の父Sahm 1994 黒鹿毛                | Mr. Prospector                | Raise a Native                | Raise a Native   |
| 母 *サプレザ 2005 鹿毛 アメリカ      | 母の父Sahm 1994 黒鹿毛                | Mr. Prospector                | Gold Digger                   |                  |
| 母 *サプレザ 2005 鹿毛 アメリカ      | 母の父Sahm 1994 黒鹿毛                | Salsabil                      | Sadler's Wells                | Sadler's Wells   |
| 母 *サプレザ 2005 鹿毛 アメリカ      | 母の父Sahm 1994 黒鹿毛                | Salsabil                      | Flame of Tara                 |                  |
| 母 *サプレザ 2005 鹿毛 アメリカ      | 母の母Sorpresa 1996 黒鹿毛            | Pleasant Tap                  | Pleasant Colony               | Pleasant Colony  |
| 母 *サプレザ 2005 鹿毛 アメリカ      | 母の母Sorpresa 1996 黒鹿毛            | Pleasant Tap                  | Never Knock                   |                  |
| 母 *サプレザ 2005 鹿毛 アメリカ      | 母の母Sorpresa 1996 黒鹿毛            | Dubiously                     | Jolie Jo                      | Jolie Jo         |
| 母 *サプレザ 2005 鹿毛 アメリカ      | 母の母Sorpresa 1996 黒鹿毛            | Dubiously                     | Skeptic Lady                  |                  |
| 母系(F-No.)                          | サプレザ(USA)系(FN:11-a)              | サプレザ(USA)系(FN:11-a)      | サプレザ(USA)系(FN:11-a)      | [ § 3 ]          |
| 5代内の近親交配                      | Northern Dancer 5 × 5 = 6.25%         | Northern Dancer 5 × 5 = 6.25% | Northern Dancer 5 × 5 = 6.25% | [ § 4 ]          |
| 出典                                 | 1. 2. 3. 4.                           | 1. 2. 3. 4.                   | 1. 2. 3. 4.                   | 1. 2. 3. 4.      |

- 母サプレザは2009年・2010年・2011年の英G1サンチャリオットステークス勝ち馬。
- 甥（半姉の仔）にオニャンコポン（2022年京成杯）。